# Bahnstrecke Michendorf–Großbeeren
| Strecke zwischen Michendorf und Saarmund |                                                                                            |                                         |                                         |
| Streckennummer (DB): | 6117 Michendorf–Saarmund 6126 Saarmund–Genshagener Heide 6127 Genshagener Heide–Großbeeren |                                         |                                         |
| Streckenlänge: | 20,3 km                                                                                    |                                         |                                         |
| Spurweite: | 1435 mm (Normalspur)                                                                       |                                         |                                         |
| Stromsystem: | 15 kV 16,7 Hz ~                                                                            |                                         |                                         |
| Zugbeeinflussung: | PZB                                                                                        |                                         |                                         |
| |                                                                                            |                                         |                                         |
| \| \| \| von Bad Belzig \| \| \| \| 0,0 \| Michendorf \| Michendorf \| \| \| \| nach Berlin \| \| \| \| \| von Golm \| \| \| \| \| Nuthe \| \| \| \| 7,8 \| Saarmund \| Saarmund \| \| \| 12,5 \| Ahrensdorf (Kr. Zossen) \| Ahrensdorf (Kr. Zossen) \| \| \| 14,2 \| Ludwigsfelde-Struveshof \| Ludwigsfelde-Struveshof \| \| \| \| ehem. Anschlussbahn IFA-Werk \| \| \| \| \| \| \| \| \| 16,2 \| Genshagener Heide (Personenbf bis 2012) \| Genshagener Heide (Personenbf bis 2012) \| \| \| \| \| \| \| \| \| von Halle \| \| \| \| \| nach Schönefeld \| \| \| \| \| \| \| \| \| 20,3 \| Großbeeren \| Großbeeren \| \| \| \| zum GVZ Großbeeren und nach Berlin \| \| |                                                                                            |                                         |                                         |
| Strecke |                                                                                            | von Bad Belzig                          | von Bad Belzig                          |
| Bahnhof | 0,0                                                                                        | Michendorf                              | Michendorf                              |
| Abzweig geradeaus und nach links |                                                                                            | nach Berlin                             | nach Berlin                             |
| Abzweig geradeaus und von links |                                                                                            | von Golm                                | von Golm                                |
| Brücke über Wasserlauf |                                                                                            | Nuthe                                   | Nuthe                                   |
| Bahnhof | 7,8                                                                                        | Saarmund                                | Saarmund                                |
| ehemaliger Bahnhof | 12,5                                                                                       | Ahrensdorf (Kr. Zossen)                 | Ahrensdorf (Kr. Zossen)                 |
| Haltepunkt / Haltestelle | 14,2                                                                                       | Ludwigsfelde-Struveshof                 | Ludwigsfelde-Struveshof                 |
| Abzweig geradeaus und ehemals nach rechts |                                                                                            | ehem. Anschlussbahn IFA-Werk            | ehem. Anschlussbahn IFA-Werk            |
| Abzweig geradeaus und nach links · Strecke von rechts |                                                                                            |                                         |                                         |
| Dienststation / Betriebs- oder Güterbahnhof · Strecke | 16,2                                                                                       | Genshagener Heide (Personenbf bis 2012) | Genshagener Heide (Personenbf bis 2012) |
| Abzweig geradeaus und von links · Abzweig geradeaus und von rechts |                                                                                            |                                         |                                         |
| Kreuzung geradeaus oben · Abzweig geradeaus, nach rechts und von rechts |                                                                                            | von Halle                               | von Halle                               |
| Abzweig geradeaus und nach rechts · Strecke |                                                                                            | nach Schönefeld                         | nach Schönefeld                         |
| Abzweig geradeaus, ehemals nach links und von links · Abzweig geradeaus, nach rechts und ehemals von rechts |                                                                                            |                                         |                                         |
| Dienststation / Betriebs- oder Güterbahnhof · Haltepunkt / Haltestelle | 20,3                                                                                       | Großbeeren                              | Großbeeren                              |
| Strecke · Strecke |                                                                                            | zum GVZ Großbeeren und nach Berlin      | zum GVZ Großbeeren und nach Berlin      |

Die Bahnstrecke Michendorf–Großbeeren ist eine elektrifizierte Hauptbahn in Brandenburg südlich von Berlin. Sie ging 1926 in Betrieb und war zunächst Teilstück der Umgehungsbahn, die die Berliner Bahnstrecken vom Güterverkehr entlasten sollte. Seit den 1950er Jahren ist der Abschnitt zwischen Saarmund und Genshagener Heide in den Berliner Außenring einbezogen.

## Verlauf

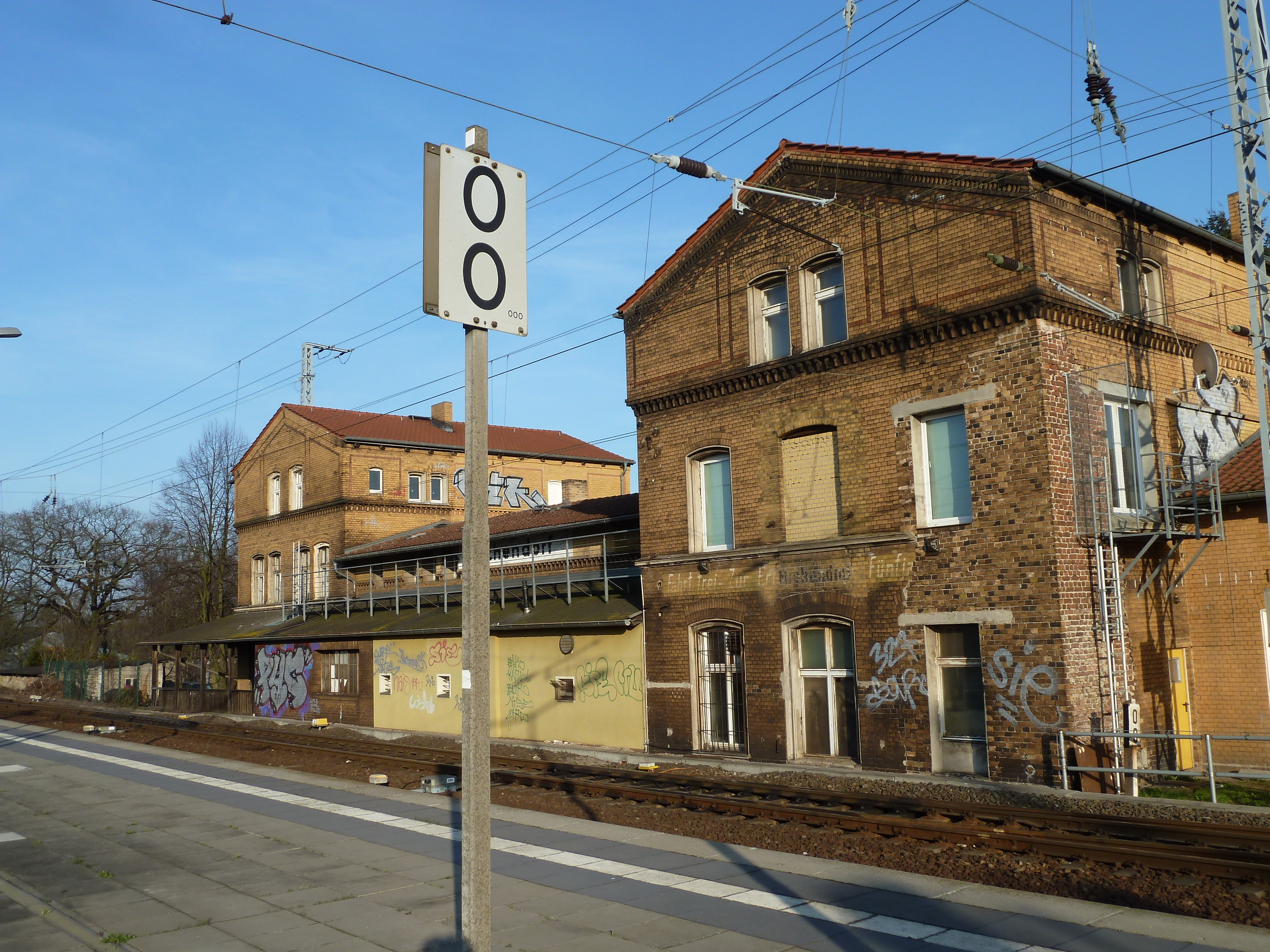
Streckenbeginn im Bahnhof Michendorf

Die zweigleisige Strecke beginnt in Bahnhof Michendorf und trennt sich dort von der Berlin-Blankenheimer Eisenbahn in Richtung Berlin. Die Strecke verläuft in östliche Richtung. In Saarmund vereinigt sie sich mit der ebenfalls zweigleisigen Strecke des Berliner Außenrings aus Golm. Hinter dem Bahnhof Genshagener Heide und nach der Kreuzung mit der Anhalter Bahn trennt sich das 1926 eröffnete Teilstück der Umgehungsbahn vom Außenring und verläuft eingleisig östlich der Anhalter Bahn in Richtung Norden. Ursprünglich mündete die Strecke im Bahnhof Großbeeren in die Anhalter Bahn. Nach deren Wiederaufbau 2006 bindet sie nur noch das Güterverkehrszentrum (GVZ) Großbeeren und darüber hinaus den Güterbahnhof in Teltow an. Eine direkte Verbindung in Richtung Berlin gibt es nicht mehr. Der Verkehr zwischen dem Berliner Außenring und der Anhalter Bahn im Berliner Bereich wird seitdem über eine neue Verbindungskurve westlich der Anhalter Bahn geführt.
Als Folge der Einbeziehung des Abschnitts Saarmund – Genshagener Heide in den Außenring wechseln die bahninternen Streckennummern in Saarmund und Genshagener Heide, die Strecke ist jedoch nach wie vor von Michendorf bis Großbeeren durchgehend kilometriert.

## Geschichte

### Planung und Bau

Bereits fertiggestellte Abschnitte der Umgehungsbahn und weitere Planungen von 1912 für die Strecke südlich von Berlin

Bereits Ende des 19. Jahrhunderts gab es Planungen für den Bau einer Umgehungsbahn um Berlin zur Entlastung der dicht befahrenen Strecken in der Stadt vom Güterverkehr und aus militärischen Gründen. Zwischen 1902 und 1908 ging die westliche Strecke der Umgehungsbahn zwischen Treuenbrietzen, Beelitz Stadt, Wildpark bei Potsdam und Nauen in Betrieb. 1915 folgte ein weiteres Teilstück der Umgehungsbahn zwischen Nauen und Oranienburg nördlich von Berlin. Von Anfang an gab es verschiedene Pläne für die Verlängerung der Umgehungsbahn im Süden von Berlin. Deren Realisierung wurde zunächst durch den Ersten Weltkrieg verhindert. 1923/1924 wurde ein großer Verschiebebahnhof in Seddin eröffnet. Durch ihn wuchs erneut die Notwendigkeit für die südliche Umgehungsbahn. Zwischen Seddin und Michendorf ging zunächst eine separate Strecke neben der Wetzlarer Bahn in Betrieb. Am 1. Dezember 1926 wurde die Umgehungsbahn von Michendorf (welches bereits vorher mit einer separaten Strecke neben der Wetzlarer Bahn mit Seddin verbunden war) bis zur Anhalter Bahn bei Großbeeren eröffnet.
Sie diente zunächst ausschließlich dem Güterverkehr. Eine Streckenverlängerung nach Osten bis in den Raum Köpenick/Mahlsdorf war vorgesehen, wurde aber durch die Weltwirtschaftskrise nicht verwirklicht.
Die Nationalsozialisten projektierten nach ihrer Machtübernahme einen großen Rangierbahnhof in Großbeeren. Statt der von Genshagener Heide geradlinig verlaufenden Trasse der Umgehungsbahn planten sie den weiter nördlich verlaufenden Güteraußenring, der im Bereich Teltow von der Anhalter Bahn abzweigte. Rangierbahnhof und Güteraußenring gingen Anfang der 1940er provisorisch in Betrieb. Die Strecke der Umgehungsbahn zwischen Michendorf und Genshagener Heide wurde in dieser Zeit zweigleisig ausgebaut, mit einem Betriebsbahnhof in Genshagener Heide.

### Nach dem Zweiten Weltkrieg

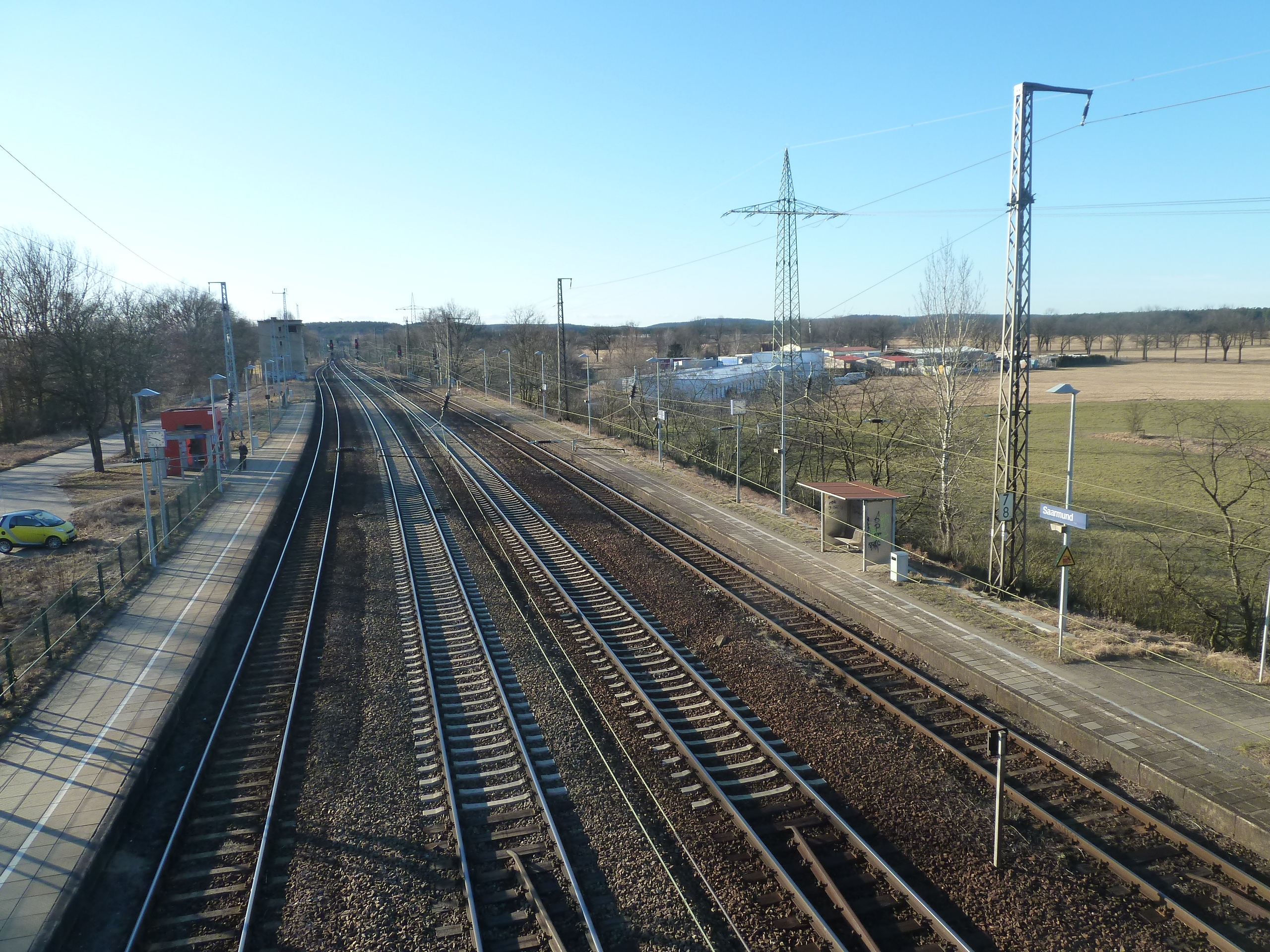
Am Bahnhof Saarmund vereinigen sich die Umgehungsbahn aus Michendorf und der Außenring aus Potsdam

Bald nach dem Zweiten Weltkrieg – mit der aufkommenden deutschen und Berliner Teilung – benötigten die sowjetische Besatzungsmacht und die 1949 gegründete DDR leistungsfähige Umfahrungsstrecken um West-Berlin. Der Güteraußenring, der teilweise über West-Berliner Gebiet verlief, war dazu nicht geeignet. Mehrere Verbindungsstrecken um Berlin entstanden Ende der 1940er und Anfang der 1950er Jahre, waren jedoch wenig leistungsfähig und teilweise zu weit von Berlin entfernt. Als erstes Teilstück des Berliner Außenrings ging der in Genshagener Heide östlich anschließende Abschnitt in Richtung Schönefeld und Grünauer Kreuz in Betrieb, der über die bestehende Strecke mit dem Rangierbahnhof in Seddin verbunden war. Als letzter Bauabschnitt des Außenrings ging Ende der 1950er Jahre der Abschnitt zwischen Golm und Saarmund in Betrieb, sodass das frühere Teilstück Saarmund – Großbeeren der Umgehungsbahn in den Außenring einbezogen wurde. Der Abschnitt zwischen Michendorf und Saarmund blieb vor allem für die Anbindung des Rangierbahnhofs Seddin von großer Bedeutung.
Bereits Anfang der 1950er Jahre war der Betrieb auf den Fernbahngleisen der Anhalter Bahn zwischen Teltow und West-Berlin eingestellt worden. Für den Güterverkehr war aber die Verbindung von Genshagener Heide nach Großbeeren zum Anschluss einer Reihe von Güterverkehrskunden im Raum Teltow weiterhin wichtig.
Im Jahr 1982 wurde die Strecke elektrifiziert. Damit war die Strecke in Richtung Halle und Leipzig mit dem Rangierbahnhof Seddin verbunden; weitere Elektrifizierungen in den Folgejahren schlossen die wichtigsten Strecken in Berlin und im Norden der DDR an.
Nach dem Fall der Berliner Mauer wurden eine Reihe von Direktverbindungen nach West-Berlin wieder eröffnet. Die direkte Strecke zwischen Michendorf und Berlin-Wannsee war für den Güterverkehr vorher schon in Betrieb. Die Anhalter Bahn ging im Berliner Raum im Jahre 2006 zusammen mit dem neuen Berliner Hauptbahnhof wieder in Betrieb. Dabei wurde auch die Einmündung der Umgehungsbahn in den Bahnhof Großbeeren umgestaltet und eine neue Verbindungskurve westlich der alten Strecke gebaut.

### Verkehr

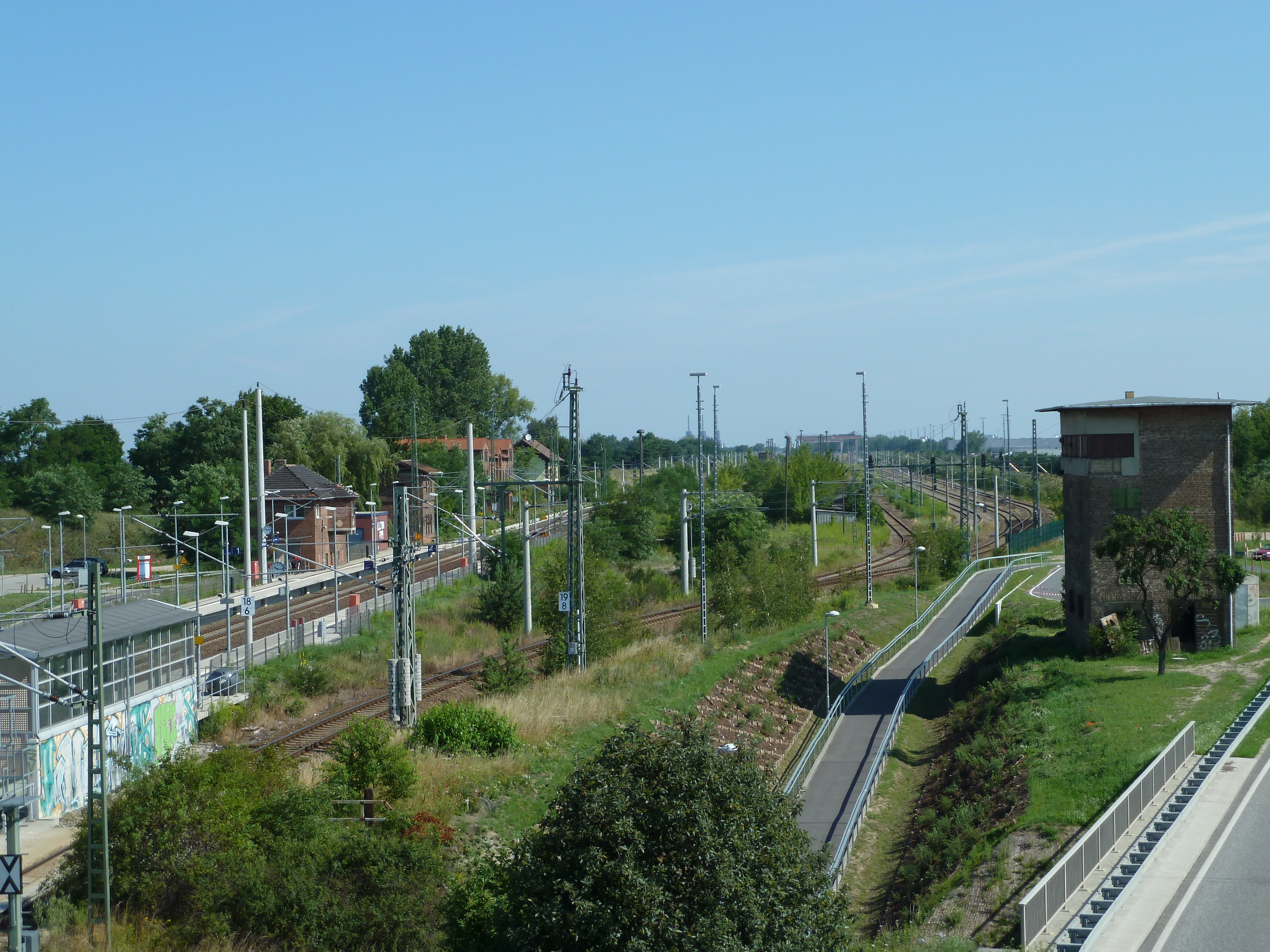
Großbeeren. Im Vordergrund die Umgehungsbahn, im Hintergrund die Anhalter Bahn

Die Strecke diente zunächst ausschließlich dem Güterverkehr. Kurzzeitig gab es Ende der 1930er Jahre im Bereich Genshagener Heide Werkspersonenverkehr für den Rüstungsbetrieb der Daimler-Benz Motoren GmbH. Mitte der 1950er Jahre wurde der Personenverkehr auf der Strecke aufgenommen. Zunächst verkehrten einige Schnell- und Eilzüge vom Ostteil Berlins in Richtung Dessau, es gab auch auf dem Abschnitt von Genshagener Heide nach Michendorf Personenzüge, teils weiter in Richtung Belzig. Zeitweise wurde bis etwa 1970 auch der Abschnitt von Genshagener Heide nach Großbeeren und weiter bis Teltow von einigen Zügen im Berufsverkehr bedient, die einerseits das in der Nähe des Bahnhofs Genshagener Heide liegende Automobilwerk Ludwigsfelde erschlossen, andererseits Anschluss in Richtung Berlin boten. Mit der Fertigstellung des Berliner Außenrings wurden die Personenzüge statt nach Michendorf in Richtung Potsdam geführt. Sie hatten im Bahnhof Bergholz (b Potsdam) Anschluss nach Michendorf. Einige Eilzüge von Berlin nach Dessau verblieben auf dem Abschnitt zwischen Saarmund und Michendorf.
Nach der Deutschen Wiedervereinigung nahmen die Züge in Richtung Dessau wieder den direkten Weg von Berlin-Wannsee. Der Abschnitt zwischen Saarmund und Genshagener Heide wurde von der Linie RB 22 bedient, die weiterhin auf dem Außenring Potsdam mit Schönefeld verband. Von 1998 bis 2011 wurde die Linie über Michendorf geführt, sodass in diesen Jahren wieder der Abschnitt von Michendorf bis Genshagener Heide Personenverkehr hatte. Seit Ende 2011 verkehrt die Linie wieder von Potsdam nach Saarmund direkt über den Außenring. Ein Jahr lang verblieben auf dem Abschnitt noch einige wegen Bauarbeiten umgeleitete Züge von Berlin nach Belzig, seit Dezember 2012 wird nur noch das Teilstück von Saarmund nach Genshagener Heide im Personenverkehr bedient.
Im Güterverkehr ist die Strecke wichtig zur Anbindung des Rangierbahnhofs Seddin und zur Umfahrung der Berliner Innenstadt für Züge aus Süd- und Westdeutschland in Richtung Osten. Da der Güterverkehr nach wie vor überwiegend den inneren Teil Berlins umfährt, änderten die Wiedereröffnung der Verbindungen nach West-Berlin nicht viel an der Bedeutung der Strecke für den Güterverkehr. Allerdings ging das Güteraufkommen bei der Bahn gegenüber der Situation in der DDR insgesamt zurück.